# Merdeide
La Merdeide, avente come sottotitolo «Stanze in lode delli stronzi della Real Villa di Madrid», è un poema attribuito a Tommaso Stigliani, che lo scrisse sotto lo pseudonimo di Nicolò Bobadillo.
Composta in chiave antispagnola, tanto da definire Madrid una città sudicia, essa comparve la prima volta nel 1629, all'interno di una antologia di stampo burlesco contenente, tra le altre, la Murtoleide del Marino.
Di poco successivo alla Cicceide del Lazzarelli, il poema s'inscrive nell'alveo delle liriche satiriche ed irriverenti tipiche del '600, e in particolare nell'ambito del dibattito fra marinisti e antimarinisti, cui contribuì lo stesso Stigliani.
La Merdeide non va confusa con l'opera omonima scritta ad inizio del XIX secolo dall'abate Angelo Penoncelli.